# Hesperia Tower
Hesperia Tower – hotel w dzielnicy Bellvitge podbarcelońskiego miasta L’Hospitalet de Llobregat.
Wieżowiec ma 28 pięter i mierzy 105 metrów wysokości. Do czasu rozbudowy otoczenia Plaza de Europa był najwyższym budynkiem L’Hospitalet de Llobregat. Dach budowli zwieńczony jest szklaną kopułą, pod którą znajduje się restauracja założona przez Santi Santamaria. Budynek zaprojektował brytyjski architekt Richard Rogers razem z Louisem Alonso i Sergi Balaguer. W wieżowcu znajduje się 280 pokojów, centrum kongresowe o powierzchni 5000 m², a także ośrodek sportu.